# Petr Rys
Petr Rys (* 15. ledna 1996) je český fotbalový obránce a mládežnický reprezentant. V současnosti[kdy?] působí v klubu FK Jablonec.

## Klubová kariéra
Je odchovancem 1. FK Příbram, kde se v roce 2015 dostal do A-mužstva. V 1. české lize debutoval 21. 3. 2015 v utkání s FK Jablonec (prohra 0:2).
V září 2015 přestoupil z Příbrami do FK Jablonec, podepsal čtyřletou smlouvu.

## Reprezentační kariéra
Petr Rys nastupoval za české mládežnické výběry U16, U17, U18, U19.
13. 10. 2015 debutoval v české jedenadvacítce v kvalifikačním utkání proti Černé Hoře (remíza 3:3).